# Meljine (Herceg Novi)
Pour les articles homonymes, voir Meljine.
Meljine (en serbe cyrillique : Мељине) est un village du sud-ouest du Monténégro, dans la municipalité de Herceg Novi.

## Démographie

### Évolution historique de la population
| 1948 | 1953 | 1961 | 1971 | 1981 | 1991 | 2003  |
| ---- | ---- | ---- | ---- | ---- | ---- | ----- |
| 275  | 287  | 377  | 415  | 779  | 744  | 1 120 |